# Phaenicophilus
Genre
Le genre Phaenicophilus regroupe deux espèces d'oiseau appartenant à la famille des Thraupidae.

## Espèces
Selon la classification de référence du Congrès ornithologique international (version 5.2, 2015) :
- Phaenicophilus palmarum – Katje à couronne noire
- Phaenicophilus poliocephalus – Katje à couronne grise